# (38509) 1999 TQ220
1999 TQ220 (asteroide 38509) é um asteroide da cintura principal. Possui uma excentricidade de 0.02912890 e uma inclinação de 10.92914º.
Este asteroide foi descoberto no dia 1 de outubro de 1999 por CSS em Catalina.